# Choloy-Ménillot
Choloy-Ménillot är en kommun i departementet Meurthe-et-Moselle i regionen Grand Est (tidigare regionen Lorraine) i nordöstra Frankrike. Kommunen ligger i kantonen Toul-Sud som tillhör arrondissementet Toul. År 2022 hade Choloy-Ménillot 702 invånare.

## Befolkningsutveckling
Antalet invånare i kommunen Choloy-Ménillot
| Referens: INSEE |